# إيلين روزفلت
إيلين روزفلت (بالإنجليزية: Ellen Roosevelt)‏ مواليد 20 أغسطس 1868 في نيويورك، الولايات المتحدة - الوفاة 26 سبتمبر 1954 في نيويورك، الولايات المتحدة، كانت لاعبة كرة مضرب أمريكية. كما أنها إحدى بطلات الجراند سلام.

## النهائيات

### الفردي
اللقب (1)
| السنة | البطولة                     | المنافس       | النتيجة  |
| 1890  | بطولة أمريكا المفتوحة للتنس | بيرثا تاونسند | 6–2, 6–2 |

## روابط خارجية
- إيلين روزفلت على موقع قاعة مشاهير كرة المضرب الدولية (الإنجليزية)